# Georg Krause
Pour les articles homonymes, voir Krause.
Georg Krause est un directeur de la photographie allemand, né le 15 avril 1901 à Berlin, mort le 3 janvier 1986 à Garmisch-Partenkirchen (Bavière).

## Biographie
Georg Krause exerce comme chef opérateur entre 1923 et 1964, sur cent-trente-six films, majoritairement allemands (dont de nombreux courts-métrages dans les années 1930). Mais il collabore également à quelques films tchèques, à des coproductions, à un film italien (en 1942) et à deux films américains, Le Cirque en révolte d'Elia Kazan (1953, avec Fredric March et Terry Moore), puis Les Sentiers de la gloire de Stanley Kubrick (1957, avec Kirk Douglas et Adolphe Menjou).
Parmi les autres réalisateurs qu'il assiste, mentionnons Hans H. Zerlett (ex. : Les étoiles brillent en 1938, avec Karel Stepanek et Paul Verhoeven), Robert Siodmak (ex. : La Nuit quand le diable venait en 1957, avec Annemarie Düringer et Mario Adorf), ou encore Victor Trivas (La Femme nue et Satan en 1959, avec Michel Simon et Horst Frank).
Pour la télévision, il contribue à deux épisodes d'une série, diffusés en 1967, après quoi il se retire.

## Filmographie

### Au cinéma (sélection)
- 1932 : L'Amour en vitesse de Johannes Guter et Claude Heymann (film franco-allemand)
- 1935 : Die selige Exzellenz d'Hans H. Zerlett
- 1936 : Port Arthur[1] de Nicolas Farkas
- 1936 : Diener lassen bitten d'Hans H. Zerlett
- 1936 : Die un-erhörte Frau de Nunzio Malasomma
- 1937 : Liebe geht seltsame Wege d'Hans H. Zerlett
- 1938 : Geheimzeichen LB 17 de Victor Tourjanski
- 1938 : Les étoiles brillent (Es leuchten die Sterne) d'Hans H. Zerlett
- 1938 : Aventure à Varsovie (Abenteuer in Warschau) de Carl Boese
- 1938 : Un mariage sous la révolution (Revolutionshochzeit) d'Hans H. Zerlett
- 1939 : Équipage de gloire (D III 88) d'Herbert Maisch
- 1940 : Verliebtes Abenteuer d'Hans H. Zerlett
- 1942 : Giungla de Nunzio Malasomma (film italien)
- 1942 : Vom Schicksal verweht de Nunzio Malasomma (version allemande alternative de Giungla)
- 1942 : Diesel de Gerhard Lamprecht
- 1944 : Musique à Salzbourg (Musik in Salzburg) d'Herbert Maisch
- 1948 : Ballade berlinoise (Berliner Ballade) de Robert Adolf Stemmle
- 1950 : Kronjuwelen de František Čáp
- 1951 : Primanerinnen de Rolf Thiele
- 1951 : Wenn die Abendglocken läuten d'Alfred Braun
- 1951 : Das ewige Spiel de František Čáp
- 1953 : Drei, von denen man spricht d'Axel von Ambesser
- 1953 : Le Cirque en révolte (Man on a Tightrope) d'Elia Kazan (film américain)
- 1953 : Von Liebe reden wir später de Karl Anton
- 1954 : Das Phantom des großen Zeltes de Paul May
- 1955 : 08/15 s'en va-t-en-guerre (08/15 - Im Krieg) de Paul May
- 1955 : 08/15 Go Home (08/15 - In der Heimat) de Paul May
- 1957 : La Nuit quand le diable venait ou Les SS frappent la nuit (Nachts, wenn der Teufel kam) de Robert Siodmak
- 1957 : Les Sentiers de la gloire (Paths of Glory) de Stanley Kubrick (film américain)
- 1957 : Vater macht Karriere de Carl Boese
- 1958 : Le Médecin de Stalingrad (Der Arzt von Stalingrad) de Géza von Radványi
- 1958 : Taïga (en) de Wolfgang Liebeneiner
- 1959 : Cour martiale (Kriegsgericht) de Kurt Meisel
- 1959 : La Femme nue et Satan (Die Nackte und der Satan) de Victor Trivas
- 1959 : R.P.Z. appelle Berlin (Geheimaktion schwarze Kapelle) de Ralph Habib
- 1959 : Dorothea, La fille du pasteur (Dorothea Angermann) de Robert Siodmak
- 1959 : L'Amour, c'est mon métier (Die Wahrheit über Rosemarie) de Rudolf Jugert
- 1960 : Je ne voulais pas être un nazi (Kirmes) de Wolfgang Staudte
- 1960 : Poupées d'amour (Endstation Rote Laterne) de Rudolf Jugert
- 1960 : Le Port des illusions (Der Satan lockt mit Liebe) de Rudolf Jugert
- 1962 : Tunnel 28 (Escape from East Berlin) de Robert Siodmak (film germano-américain)

### À la télévision (intégrale)
- 1967 : Série Das Kriminalmuseum
  - Saison 5, épisode 4 Die rote Maske et épisode 11 Das Kabel